# Sint-Annakapel (Grubbenvorst)

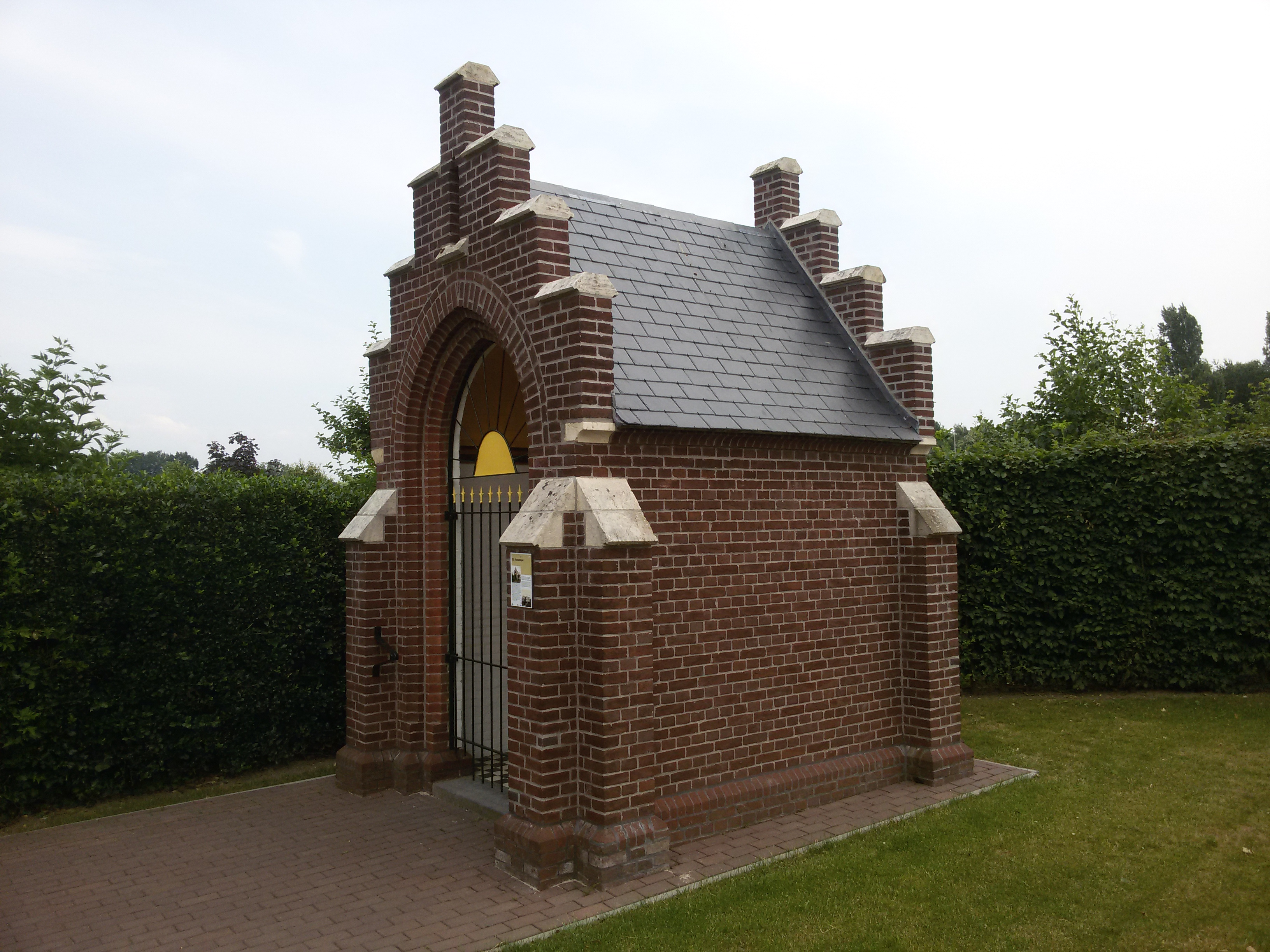
De Sint-Annakapel

De Sint-Annakapel is een kapel in Grubbenvorst in de Nederlands Noord-Limburgse gemeente Horst aan de Maas. De kapel staat aan de noordrand van het dorp aan de Ursulinenweide ten noordoosten van het voormalige Ursulinenklooster de Bisweide.
De kapel is gewijd aan de heilige Anna.

## Geschiedenis
In de 19e eeuw stond er tegenover het Ursulinenklooster een houten kapel waar dagelijks de arme mensen van de zusters een pannetje eten kregen. Na het eten gingen deze mensen in de kapel vaak een dutje doen. Dit beviel de zusters niet en zij besloten in 1880 de kapel af te breken.
In 1894 bouwde men meer naar het noorden een nieuwe bakstenen kapel.
In 1979 werd de kapel gerestaureerd en werd op 7 oktober 1979 weer in gebruik genomen. De kapel kreeg toen een nieuw beeld van de heilige Anna en Maria.
In 2013 was de kapel weer toe aan een restauratie en de eigenaren droegen de kapel over aan de Stichting Historische Kring Grubbenvorst-Lottum, waarbij deze laatste de restauratie ging coördineren.

## Bouwwerk
De neogotische stijl opgetrokken bakstenen kapel staat op een rechthoekig plattegrond en wordt gedekt door een verzonken zadeldak. Op de hoeken zijn er haakse steunberen geplaatst die gedekt worden door lessenaarsdaken van hardsteen. In de achtergevel is een spitsboognis aangebracht en zowel de achtergevel als frontgevel zijn een trapgevel. Hoog in de frontgevel is een zeer smalle nis aangebracht en hieronder bevindt zich de spitsboogvormige toegang die wordt afgesloten met een smeedijzeren hek.
Van binnen is de kapel uitgevoerd in baksteen en wordt ze overdekt door een houten spitstongewelf. Tegen de achterwand is een natuurstenen altaar geplaatst dat aan de voorzijde in sierlijk reliëf gedecoreerd is met onder andere goudkleurige bloemmotieven. Boven het altaar is een spitsboogvormige nis aangebracht met een boog van gekleurde, geglazuurde bakstenen, waarbij de nis met een plexiglas is afgesloten. In de nis staat een beeld van de Sint-Anna die de heilige toont met naast haar haar dochter Maria.